# Culicoides coutinhoi
Culicoides coutinhoi är en tvåvingeart som beskrevs av Barretto 1944. Culicoides coutinhoi ingår i släktet Culicoides och familjen svidknott. Inga underarter finns listade i Catalogue of Life.